# Paul Raymond Marie Marcel Piquet Lợi
Paul Raymond Marie Marcel Piquet Lợi (27 tháng 8 năm 1888 - 11 tháng 7 năm 1966) là một giám mục truyền giáo người Pháp, phục vụ tại Việt Nam. Ông từng giữ các chức vụ Giám mục Tông toà Qui Nhơn (1944 - 1952) và Giám mục Tông Toà Nha Trang (1957 - 1960). Năm 1960, cùng với sự thành lập hàng giáo phẩm Việt Nam, ông trở thành Giám mục chính tòa đầu tiên của Giáo phận Nha Trang.

## Tiểu sử

### Thiếu thời và tu tập
Ông sinh ngày 27 tháng 08 năm 1888 tại Notre Dame des Champs, Paris, Pháp. Ông là người con thứ 7 trong gia đình Công giáo có tám người con. Mẹ ông qua đời lúc ông mới sáu tuổi.
Năm 1898, Marcel Piquet nhập học tại Tiểu chủng viện Notre Dame des Champs.
Ngày 06 tháng 06 năm 1908, ông xác định rõ ràng ơn gọi truyền giáo của mình trong thỉnh nguyện thư gởi cha Giám đốc Đại chủng viện Thừa sai Bièvres khi sắp kết thúc lớp Terminal (tương đương lớp 12) như sau: 
Con không có những tài năng lớn lao, cũng không có những nhân đức cao cả. Nhưng con biết rằng Chúa Nhân Lành gọi con trong Ơn gọi Truyền giáo. Hành trang đức hạnh con mang theo không có những phẩm tính cao quí, nhưng những gì con có, con hiến dâng tất cả. Đó là thiện chí của con. Ước muốn quyết liệt của con là sau này trở nên một công cụ hữu dụng trong tay các Bề Trên.
Ngày 15 tháng 09 năm 1908, ông gia nhập Đại chủng viện Thừa Sai Bièvres.
Thời Tiểu chủng viện cũng như Đại Chủng viện, Ban Giám đốc vẫn nhận xét ông là một con người khổ chế, sốt sắng, đức hạnh, thông minh, trung thành với bổn phận và nhiệt thành.

### Linh mục
Ngày 29 tháng 07 năm 1912, thầy Marcel lãnh chức linh mục và ngày 27 tháng 11 lên đường truyền giáo cho địa phận Đông Đàng Trong (Qui Nhơn), Việt Nam.
Ngày 30 tháng 07 năm 1912, Tân Linh mục Marcel Piquet dâng Thánh Lễ mở tay tại" Saint-Hippolyte" nơi người anh Linh mục Pierre của ông làm phó xứ trước khi trở thành Linh mục Chánh xứ giáo xứ Lilas. Đây cũng chính là cuộc hội ngộ cuối cùng với người cha già, các anh chị và mọi người thân yêu trong gia đình, các ân nhân và bằng hữu để lên đường truyền giáo.
Ngày 29 tháng 12 năm 1912, Ông đặt chân lên miền truyền giáo Qui Nhơn và được Giám mục Grangeon, Giám mục Tông Toà Qui Nhơn, đặt tên là Lợi và được gửi đến Linh mục P. Tardieu, Linh mục sở Hội Đức, cách Qui Nhơn 90 km về phía Bắc, để học tiếng Việt và phong tục địa phương hầu dễ dàng thích nghi với môi trường mới trong công tác thừa sai.
Từ năm 1913 đến năm 1915, ông là Linh mục Phó Xứ Đồng Quả.
Năm 1915, ông nhập ngũ với nghiệp vụ y tá nhưng sớm giải ngũ vì lý do sức khoẻ.
Tháng 09 năm 1916 ông thành Giám đốc kiêm giáo sư Triết Đại chủng viện Đại An, Qui Nhơn.
Từ năm 1924 đến năm 1927, ông là Linh mục Chánh xứ Dinh Thủy, Ninh Thuận. Giáo dân vùng Ninh Thuận vẫn quen thấy ông trên cỗ xe ngựa, thường xuyên thăm viếng bệnh nhân và giáo dân.
Từ năm 1928 đến năm 1943, ông là Linh mục Chánh xứ Hộ Diêm, Ninh Thuận. Trong thời gian đó, ông xây dựng nhà thờ Hộ Diêm khang trang lộng lẫy theo kiến trúc gothic và xúc tiến việc khẩn hoang, xây cất các nhà thờ cho các họ đạo lân cận như: Cà Đú, Gò Đền, Rừng Lai, Phước An. Ông cũng thành lập "Hội con Đức Mẹ" và Hội này sau đó nhân rộng trong nhiều giáo xứ khác của giáo phận. Ông không chỉ chăm lo đời sống đức tin của các giáo hữu mà quan tâm cải thiện vấn đề dân sinh, tiếp tục công trình của các vị giám mục tiền nhiệm như: khai hoang lập ấp, dẫn thủy nhập điền, nâng cao mức sống người nghèo,.... Hầu hết những người đến làm ăn trên vùng đất mới này lần lượt gia nhập đạo Công giáo, tạo nên những xóm đạo gần như toàn tòng (Cà Đú, Gò Đền, Rừng Lai, Tầm Chưởng).
Từ năm 1941 đến năm 1943, ông là Linh mục Tổng Đại diện Giáo phận Tông tòa Qui Nhơn thay Linh mục Simon được chọn làm Giám mục Tông toà Giáo phận Kontum. Sau khi Giám mục Tardieu Phú qua đời, ông được đề cử làm Bề Trên Miền Truyền giáo Qui Nhơn

### Giám mục
Ngày 11 tháng 11 năm 1943, ông được bổ nhiệm Đại diện Tông Tòa Giáo phận Qui Nhơn. Ngày 18 tháng 01 năm 1944, ông được tấn phong Giám mục tại nhà thờ Chính toà Qui Nhơn, do Giám mục Drapier, Khâm Sứ Toà Thánh. Trong thời gian chiến tranh ly loạn, ông vẫn thăm viếng mục vụ khắp nơi trong giáo phận. Khi chủng viện Làng Sông – Qui Nhơn không hoạt động được, ông thành lập tạm thời Chủng viện Tấn Tài (1946-1952), rồi sau đó là Chủng viện Nha Trang tại địa điểm 22 Duy Tân, Nha Trang (1952 -1958) nay là Tòa Giám mục cho chủng sinh của Nha Trang.
Ngày 05 tháng 07 năm 1957, Tòa Thánh thành lập Giáo phận Tông tòa Nha Trang và cử ông làm Giám mục đầu tiên.
Ngày 24 tháng 11 năm 1960, Toà Thánh thành lập Hàng Giáo phẩm Việt Nam, Giáo phận Nha Trang được nâng lên thành Giáo phận Chính toà. Ngày 23 tháng 06 năm 1961, ông nhậm chức Giám mục chính tòa Giáo phận Nha Trang với khẩu hiệu: "Ut in omnibus maxime ametur Deus" (Để trong mọi sự Thiên Chúa được hết lòng yêu mến) và huy hiệu Chiên Con cầm cờ chiến thắng.
Chín năm trong cương vị giám mục tiên khởi của Giáo phận Nha Trang, ông đã tạo lập được những cơ sở nền tảng cho sự phát triển Giáo phận. Ông di chuyển trụ sở Dòng Thánh Giuse về Nha Trang (1954), chọn Đức Maria Vô Nhiễm làm quan thầy Giáo phận, rồi năm 1958, thành lập Tiểu chủng viện Sao Biển (Bổn mạng là Sinh nhật Đức Mẹ) và thành lập Dòng Khiết Tâm Đức Mẹ (bổn mạng Trái tim vẹn sạch Đức Mẹ). Ông cũng tạo điều kiện thuận lợi cho Dòng Chúa Cứu Thế hiện diện trên địa bàn giáo phận (1959), xây dựng Đan viện Cát Minh và mời các đan sĩ về Nha Trang (1960) làm hậu thuẫn cho công cuộc truyền giáo.

### Qua đời
Ngày 09 tháng 06 năm 1966, sau Lễ kính Mình Máu Thánh Chúa, sức khỏe của ông cạn kiệt. Các bác sĩ Nha Trang đề nghị chuyển ông vào Bệnh viện Sài Gòn. Hai ngày sau, ông được xức dầu bệnh nhân. Ông rời bệnh viện Nha Trang, được chuyển bằng máy bay vào bệnh viện Thánh Phaolô Sài Gòn.
Ngày 07 tháng 07 năm 1966, chứng bướu độc ở thận đột biến nguy kịch.
Ngày 11 tháng 07 năm 1966, ông qua đời tại Sài Gòn, thọ 78 tuổi. Linh cữu ông được quàn tại Nhà thờ chính tòa Sài Gòn 3 ngày cho giáo dân Sài Gòn đến viếng. Ngày 14 tháng 07, Giám mục Angelo Palmas, Khâm sứ Toà Thánh cử hành Thánh Lễ cầu hồn.
Linh cữu ông được dời về Toà Giám mục Nha Trang để trong ba ngày cho giáo dân đến viếng. Ngày 18 tháng 07 năm 1966, Giám mục Simon Hòa Nguyễn Văn Hiền, Giám mục chính tòa Giáo phận Đà Lạt chủ sự Thánh lễ an táng tại Nhà thờ chính tòa Nha Trang.. Ông được an táng trong ngôi mộ phía trước tiền đường Nhà thờ Chính Toà Nha Trang.